# Amfitrion
Amfitrion je bil v grški mitologiji kralj Tirinta in mož Heraklejeve matere Alkmene.
Ko je bil v vojni, je Zevs prevzel njegovo podobo in jo obiskal. Naslednjo noč se je vrnil Amfitrion. Alkmena je nato rodila dvojčka: Herakleja (oče Zevs) in Ifikla (oče Amfitrion).
Amfitrion je tako postal oznaka za prevaranega moža.